# Boefje (film, 1939)
Pour plus de détails, voir Fiche technique et Distribution.
Boefje est un film néerlandais réalisé par Detlef Sierck (Douglas Sirk), sorti en 1939. Il est l'adaptation au cinéma d'une pièce de théâtre écrite en 1922 et d'une nouvelle écrite en 1903 par Marie Joseph Brusse (nl) et intitulées Boefje (nl).

## Fiche technique
- Titre original :  Boefje
- Titre américain : Wilton's Zoo
- Réalisation : Detlef Sierck
- Scénario : Carl Zuckmayer, Curt Alexander et Jaap Van der Poll d'après le roman de J. M. Brusse
- Société de production : City Film
- Musique : Cor Lemaire (nl), Cor Steyn (nl)
- Cinématographie : Akos Farkas
- Montage : Rita Roland
- Pays de production :  Pays-Bas
- Lieu de tournage : Rotterdam
- Format : Noir et blanc - 1,37:1 - Mono
- Genre : film pour enfants
- Durée : 94 minutes
- Dates de sortie :
  - Pays-Bas : 4 octobre 1939
  - France : Festival de Cannes 1939

## Distribution
- Annie van Ees
- Guus Brox
- Albert van Dalsum
- Enny Snijders
- Piet Bron
- Mien Duymaer van Twist
- Piet Köhler
- Jules Verstraete
- Herman Bouber
- Guus Oster